# Dominic Lee Pudwill Gorie
Dominic Lee Pudwill Gorie (Lake Charles, Louisiana, 1957. május 2. –) amerikai pilóta, űrhajós.

## Életpálya
1979-ben a Haditengerészeti Akadémián (USAF Academy) repülőmérnöki oklevelet (BSc). 1981-ben pilóta jogosítványt szerzett. Szolgálati repülőgépe az A–7E Corsair II, 1983-tól az F/A–18 volt. Szolgálati helyei az USS America (CV–66) (1981-1983) és az USS Coral Sea (CV-43) (1983-1986) repülőgép-anyahajók voltak. 1987-ben tesztpilóta kiképzésben részesült. 38 harci bevetésen vett részt az öbölháborúban és a Sivatagi Vihar hadműveletekben, ahol az USS Theodore Roosevelt (CVN–71) (1990-1992) fedélzetén állomásozott. Több mint 6700 órát töltött a levegőben, több mint 35 repülőgép variáción repült vagy tesztelt. Több mint 600 alkalommal landolt repülőgép-hordozó fedélzetén. 1990-ben az University of Tennessee keretében megvédte mérnöki diplomáját.
1994. december 9-től a Lyndon B. Johnson Űrközpontban részesült űrhajóskiképzésben. Az Űrhajózási Hivatal megbízásából az Astronaut Shuttle Branch vezetője. Négy űrszolgálata alatt összesen 48 napot, 15 órát és 20 percet (1167 óra) töltött a világűrben. Űrhajós pályafutását 2010. június 4-én fejezte be.

## Űrrepülések
- STS–91, a Discovery űrrepülőgép 24. repülésének pilótája. A 9. és egyben utolsó Shuttle–Mir küldetés. Negyedik űrszolgálata alatt összesen 9 napot, 19 órát és 54 percet (236 óra) töltött a világűrben. 6 100 000 kilométert (3 800 000 mérföldet) repült, 155 alkalommal kerülte meg a Földet.
- STS–99, a Endeavour űrrepülőgép 14. repülésének pilótája. A High-Definition Television (HDTV) kamerával Föld megfigyelést végeztek. Ötödik űrszolgálata alatt összesen 11 napot, 5 órát és 39 percet (269 óra) töltött a világűrben. 6 540 000 kilométert (4 060 000 mérföldet) repült, 182 kerülte meg a Földet.
- STS–108, a Endeavour űrrepülőgép 17. repülésének parancsnoka A 12. repülés a Nemzetközi Űrállomásra (ISS). Szállítottak több mint 3 tonna ellátást, kutatási anyagokat és tudományos berendezést, a Raffaello többcélú logisztikai modult. Visszafelé több mint 2 tonna hulladékot (kutatási anyagot) hoztak. Ötödik űrszolgálata alatt összesen 11 napot, 19 órát és 36 percet (283 óra) töltött a világűrben. 7 700 000 kilométert (4 800 000 mérföldet) repült, 186 kerülte meg a Földet.
- STS–123, az Endeavour űrrepülőgép 21. repülésének éjszakai elindításának és leszállásának parancsnoka. A legénység fő feladta, hogy a Nemzetközi Űrállomáson a Japán fejlesztésű Kibo kísérleti logisztikai modul első részét (ELM-PS), valamint a kanadai Dextre robotkarnak az űrállomáshoz csatolását biztosítsák. Negyedik űrszolgálata alatt összesen 15 napot, 18 órát és 11 percet (378 óra) töltött a világűrben. 10 585 900 kilométert (6 577 800 mérföldet) repült, 250 kerülte meg a Földet.